# داشبلاغ (تكاب)
داشبلاغ هي قرية في مقاطعة تكاب، إيران. يقدر عدد سكانها بـ 243 نسمة بحسب إحصاء 2016.